# FC Bex
Der FC Bex ist ein Fussballverein in der Schweiz aus der Stadt Bex, Kanton Waadt. Er trägt seine Heimspiele im Stade du Relais aus, das eine Kapazität von 2000 Zuschauern aufweist. Momentan spielt der FC Bex in der 1. Liga, der dritthöchsten Liga der Schweiz.

## Weblink
- Bilder des Stade du Relais